# Coupe du monde de beach soccer 2025
Navigation
2024 2027
La Coupe du monde de beach soccer 2025 est la vingt-troisième édition de la Coupe du monde de beach soccer. Elle se déroule à Victoria sur l'île principale de Mahé, aux Seychelles du 1er au 11 mai 2025. Ce sera la première fois que les Seychelles accueilleront un tournoi de la FIFA et la première Coupe du monde de beach soccer à se dérouler en Afrique.
Le tenant du titre est le Brésil.

## Organisation

### Sélection de l'hôte
Le calendrier des candidatures est le suivant : 
- 6 octobre 2021 : ouverture de la procédure de candidature par la FIFA.
- 29 octobre 2021 : date limite de déclarations d'intérêt des associations nationales auprès de la FIFA.
- 1er novembre 2021 : envoi par la FIFA des documents détaillant la campagne et les conditions de participation pour analyse par les associations.
- 26 novembre 2021 : date limite pour accepter les termes des documents et soumettre une candidature officielle.
- 30 janvier 2022 : date limite pour préparer et soumettre le dossier complet de candidature à la FIFA.
- 31 mars 2022 : annonce du pays hôte par la FIFA.

Le 8 décembre 2021, la FIFA annonce que cinq associations ont soumis leur candidature :
- Bahreïn
- Colombie
- Seychelles
- Thaïlande
- Émirats arabes unis

Le 14 février 2022, la FIFA a annoncé que trois des cinq associations avaient soumis des offres jusqu’à la phase finale du processus : la Colombie et la Thaïlande se retirant.

La confirmation de l’attribution des droits d’accueil devait être annoncée lors de la réunion du Conseil de la FIFA à Doha, au Qatar, le 31 mars 2022.
 Cependant, aucune annonce n’a été faite ; il devait alors être attribué lors de sa réunion à Auckland, en Nouvelle-Zélande, le 22 octobre 2022, mais il a été annoncé lors de la réunion que la décision avait été reportée à une réunion ultérieure du Conseil.

Le 16 décembre 2022, les Émirats arabes unis ont obtenu les droits d’organisation du tournoi 2023, tandis que l’édition 2025 est attribuée aux Seychelles.

### Lieu de la compétition
| Plage                 | The Paradise Arena          |
| --------------------- | --------------------------- |
|                       | \| Victoria (Seychelles) \| |
| Capacité              | 3500 places                 |
| Victoria (Seychelles) |                             |

### Qualifications
|  | Confédération                                   | Compétition                                                           | Équipe      | Phase finale | Dernière participation | Meilleure performance      | Coupe du monde de 2024 |
|  | ----------------------------------------------- | --------------------------------------------------------------------- | ----------- | ------------ | ---------------------- | -------------------------- | ---------------------- |
|  | AFC Asie                                        | Championnat d'Asie de beach soccer 2025 (en)                          | Iran        | 9e           | 2024                   | 3e place (…, 2024)         | 3e place               |
|  | AFC Asie                                        | Championnat d'Asie de beach soccer 2025 (en)                          | Oman        | 6e           | 2024                   | Phase de groupes (…, 2024) | Phase de groupes       |
|  | AFC Asie                                        | Championnat d'Asie de beach soccer 2025 (en)                          | Japon       | 13e          | 2024                   | Finaliste (2021)           | Quart de finale        |
|  | CAF Afrique                                     | Pays organisateur                                                     | Seychelles  | 1re          | -                      | Première apparition        | -                      |
|  | CAF Afrique                                     | Coupe d'Afrique des nations de beach soccer 2024                      | Sénégal     | 10e          | 2024                   | 4e place (2021)            | Phase de groupes       |
|  | CAF Afrique                                     | Coupe d'Afrique des nations de beach soccer 2024                      | Mauritanie  | 1re          | -                      | Première apparition        | -                      |
|  | CONCACAF Amérique du Nord, centrale et Caraïbes | Championnat de beach soccer de la CONCACAF 2025 (en)                  | Salvador    | 6e           | 2021                   | 4e place (2011)            | -                      |
|  | CONCACAF Amérique du Nord, centrale et Caraïbes | Championnat de beach soccer de la CONCACAF 2025 (en)                  | Guatemala   | 1re          | -                      | Première apparition        | -                      |
|  | CONMEBOL Amérique du Sud                        | Copa América de beach soccer 2025 (en)                                | Brésil      | 13e          | 2024                   | Vainqueur (…, 2024)        | Vainqueur              |
|  | CONMEBOL Amérique du Sud                        | Copa América de beach soccer 2025 (en)                                | Paraguay    | 6e           | 2021                   | Quart de finale (…, 2017)  | -                      |
|  | CONMEBOL Amérique du Sud                        | Copa América de beach soccer 2025 (en)                                | Chili       | 1re          | -                      | Première apparition        | -                      |
|  | OFC Océanie                                     | Championnat d'Océanie de beach soccer 2024 (en)                       | Tahiti      | 8e           | 2024                   | Finaliste (…, 2017)        | Quart de finale        |
|  | UEFA Europe                                     | Éliminatoires de la Coupe du monde de beach soccer 2025 : zone Europe | Portugal    | 12e          | 2024                   | Vainqueur (…, 2019)        | Quart de finale        |
|  | UEFA Europe                                     | Éliminatoires de la Coupe du monde de beach soccer 2025 : zone Europe | Espagne     | 10e          | 2024                   | Finaliste (2013)           | Phase de groupes       |
|  | UEFA Europe                                     | Éliminatoires de la Coupe du monde de beach soccer 2025 : zone Europe | Biélorussie | 4e           | 2024                   | 4e place (2024)            | 4e place               |
|  | UEFA Europe                                     | Éliminatoires de la Coupe du monde de beach soccer 2025 : zone Europe | Italie      | 10e          | 2024                   | Finaliste (…, 2024)        | Finaliste              |

## Compétition

### Règlement
- 16 équipes réparties dans 4 groupes composés chacun de 4 équipes se disputeront les deux premières places qualificatives pour les quarts de finale.

- La rencontre se déroule en 3 périodes de 12 minutes chacune.

- Une victoire dans le temps réglementaire vaut trois points, une victoire en prolongation vaut deux points, une victoire aux tirs au but vaut un point et toute défaite vaut zéro point. En cas de résultat nul à l'issue du temps réglementaire, les deux équipes prennent part à une prolongation de 3 minutes, puis si elles ne se sont toujours pas départagées à une séance de tirs au but.

- Un carton rouge est synonyme d'exclusion pendant 2 minutes, puis de non-participation pour match suivant.

- Les critères suivants départagent les équipes en cas d'égalité de points :

1. la différence de buts dans tous les matches du groupe ;
2. le plus grand nombre de buts marqués dans tous les matches du groupe ;
3. le plus grand nombre de points obtenus dans les matches de groupe entre les équipes à égalité ;
4. la différence de buts particulière dans les matches de groupe entre les équipes à égalité ;
5. le plus grand nombre de buts marqués dans les matches de groupe entre les équipes à égalité ;
6. le plus grand nombre de points fair-play dans tous les matches de groupe ;
7. tirage au sort par la commission d’organisation de la FIFA.

### Tirage au sort
Le tirage au sort pour répartir les 16 équipes en quatre groupes de quatre a eu lieu le 4 avril 2025 à Victoria. Le tirage au sort a été réalisé par  Kasra Haghighi, responsable des Jeux Olympiques, du Futsal et du Beach Soccer à la FIFA, assisté par Michael Mancienne et Sunday Oliseh.
| Chapeau 1                                   | Chapeau 2                         | Chapeau 3                                 | Chapeau 4                                   |
| ------------------------------------------- | --------------------------------- | ----------------------------------------- | ------------------------------------------- |
| - Seychelles H - Brésil - Portugal - Tahiti | - Japon - Italie - Iran - Sénégal | - Biélorussie - Oman - Paraguay - Espagne | - Salvador - Chili - Mauritanie - Guatemala |

### Phase de groupes

#### Groupe A
| Rang | Équipe       | Pts | J | G | Gp | Gt | P | Bp | Bc | Diff |
| ---- | ------------ | --- | - | - | -- | -- | - | -- | -- | ---- |
| 1    | Biélorussie  | 9   | 3 | 3 | 0  | 0  | 0 | 24 | 9  | +15  |
| 2    | Japon        | 6   | 3 | 2 | 0  | 0  | 1 | 19 | 10 | +9   |
| 3    | Guatemala    | 3   | 3 | 1 | 0  | 0  | 2 | 9  | 21 | -12  |
| 4    | Seychelles H | 0   | 3 | 0 | 0  | 0  | 3 | 8  | 20 | -12  |

| Date  | Équipe 1    | Résultat | Équipe 2    |
| ----- | ----------- | -------- | ----------- |
| 1 mai | Guatemala   | 2 - 6    | Japon       |
| 1 mai | Seychelles  | 3 - 6    | Biélorussie |
| 3 mai | Japon       | 3 - 6    | Biélorussie |
| 3 mai | Seychelles  | 3 - 4    | Guatemala   |
| 5 mai | Biélorussie | 12 - 3   | Guatemala   |
| 5 mai | Japon       | 10 - 2   | Seychelles  |

#### Groupe B
| Rang | Équipe     | Pts | J | G | Gp | Gt | P | Bp | Bc | Diff |
| ---- | ---------- | --- | - | - | -- | -- | - | -- | -- | ---- |
| 1    | Portugal   | 9   | 3 | 3 | 0  | 0  | 0 | 26 | 18 | +8   |
| 2    | Iran       | 6   | 3 | 2 | 0  | 0  | 1 | 15 | 12 | +3   |
| 3    | Paraguay   | 3   | 3 | 1 | 0  | 0  | 2 | 19 | 21 | -2   |
| 4    | Mauritanie | 0   | 3 | 0 | 0  | 0  | 3 | 13 | 22 | -9   |

| Date  | Équipe 1   | Résultat | Équipe 2   |
| ----- | ---------- | -------- | ---------- |
| 1 mai | Mauritanie | 4 - 5    | Iran       |
| 1 mai | Portugal   | 11 - 9   | Paraguay   |
| 3 mai | Paraguay   | 1 - 5    | Iran       |
| 3 mai | Mauritanie | 4 - 8    | Portugal   |
| 5 mai | Paraguay   | 9 - 5    | Mauritanie |
| 5 mai | Iran       | 5 - 7    | Portugal   |

#### Groupe C
| Rang | Équipe  | Pts | J | G | Gp | Gt | P | Bp | Bc | Diff |
| ---- | ------- | --- | - | - | -- | -- | - | -- | -- | ---- |
| 1    | Sénégal | 9   | 3 | 3 | 0  | 0  | 0 | 17 | 7  | +10  |
| 2    | Espagne | 6   | 3 | 2 | 0  | 0  | 1 | 13 | 9  | +4   |
| 3    | Chili   | 3   | 3 | 1 | 0  | 0  | 2 | 12 | 17 | -5   |
| 4    | Tahiti  | 0   | 3 | 0 | 0  | 0  | 3 | 12 | 21 | -9   |

| Date  | Équipe 1 | Résultat | Équipe 2 |
| ----- | -------- | -------- | -------- |
| 2 mai | Chili    | 7 - 6    | Tahiti   |
| 2 mai | Espagne  | 1 - 4    | Sénégal  |
| 4 mai | Tahiti   | 3 - 6    | Sénégal  |
| 4 mai | Espagne  | 4 - 2    | Chili    |
| 6 mai | Sénégal  | 7 - 3    | Chili    |
| 6 mai | Tahiti   | 3 - 8    | Espagne  |

#### Groupe D
| Rang | Équipe   | Pts | J | G | Gp | Gt | P | Bp | Bc | Diff |
| ---- | -------- | --- | - | - | -- | -- | - | -- | -- | ---- |
| 1    | Brésil   | 9   | 3 | 3 | 0  | 0  | 0 | 16 | 3  | +13  |
| 2    | Italie   | 6   | 3 | 2 | 0  | 0  | 1 | 13 | 6  | +7   |
| 3    | Oman     | 1   | 3 | 0 | 0  | 1  | 2 | 9  | 22 | -13  |
| 4    | Salvador | 0   | 3 | 0 | 0  | 0  | 3 | 5  | 12 | -7   |

| Date  | Équipe 1 | Résultat       | Équipe 2 |
| ----- | -------- | -------------- | -------- |
| 2 mai | Italie   | 7 - 4          | Oman     |
| 2 mai | Brésil   | 3 - 1          | Salvador |
| 4 mai | Oman     | 4 - 4 7 - 6tab | Salvador |
| 4 mai | Brésil   | 2 - 1          | Italie   |
| 6 mai | Salvador | 0 - 5          | Italie   |
| 6 mai | Oman     | 1 - 11         | Brésil   |

### Phase finale

#### Tableau final
|  | Quarts de finale | Quarts de finale | Quarts de finale | Quarts de finale |             |             | Demi-finales | Demi-finales | Demi-finales                  | Demi-finales                  |                               |                               | Finale | Finale | Finale | Finale |
|  |                  |                  |                  |                  |             |             |              |              |                               |                               |                               |                               |        |        |        |        |
|  | 8 mai            | 8 mai            | 8 mai            | 8 mai            |             |             | 10 mai       | 10 mai       | 10 mai                        | 10 mai                        |                               |                               | 11 mai | 11 mai | 11 mai | 11 mai |
|  | 8 mai            | 8 mai            | 8 mai            | 8 mai            |             |             | 10 mai       | 10 mai       | 10 mai                        | 10 mai                        |                               |                               | 11 mai | 11 mai | 11 mai | 11 mai |
|  | 1er gr.A         | Biélorussie      | 4                | 4                |             |             | 10 mai       | 10 mai       | 10 mai                        | 10 mai                        |                               |                               | 11 mai | 11 mai | 11 mai | 11 mai |
|  | 1er gr.A         | Biélorussie      | 4                | 4                |             |             | 10 mai       | 10 mai       | 10 mai                        | 10 mai                        |                               |                               | 11 mai | 11 mai | 11 mai | 11 mai |
|  | 2e gr.B          | Iran             | 3                | 3                |             |             | 10 mai       | 10 mai       | 10 mai                        | 10 mai                        |                               |                               | 11 mai | 11 mai | 11 mai | 11 mai |
|  | 2e gr.B          | Iran             | 3                | 3                | Biélorussie | Biélorussie | 5            | 5            |                               |                               |                               |                               | 11 mai | 11 mai | 11 mai | 11 mai |
|  | 8 mai            |                  |                  |                  | Biélorussie | Biélorussie | 5            | 5            |                               |                               |                               |                               | 11 mai | 11 mai | 11 mai | 11 mai |
|  |                  |                  | Sénégal          | Sénégal          | 2           | 2           |              |              |                               |                               |                               |                               | 11 mai | 11 mai | 11 mai | 11 mai |
|  | 1er gr.C         | Sénégal          | Sénégal          | Sénégal          | 2           | 2           | 4 ap         | 4 ap         |                               |                               |                               |                               | 11 mai | 11 mai | 11 mai | 11 mai |
|  | 1er gr.C         | Sénégal          | 10 mai           |                  |             |             | 4 ap         | 4 ap         |                               |                               |                               |                               | 11 mai | 11 mai | 11 mai | 11 mai |
|  | 2e gr.D          | Italie           | 3                | 3                |             |             |              |              |                               |                               |                               |                               | 11 mai | 11 mai | 11 mai | 11 mai |
|  | 2e gr.D          | Italie           | 3                | 3                | Biélorussie | Biélorussie | 3            | 3            |                               |                               |                               |                               |        |        |        |        |
|  | 8 mai            |                  |                  |                  | Biélorussie | Biélorussie | 3            | 3            |                               |                               |                               |                               |        |        |        |        |
|  |                  |                  | Brésil           | Brésil           | 4           | 4           |              |              |                               |                               |                               |                               |        |        |        |        |
|  | 1er gr.B         | Portugal         | Brésil           | Brésil           | 4           | 4           | 7            | 7            |                               |                               |                               |                               |        |        |        |        |
|  | 1er gr.B         | Portugal         |                  |                  |             |             |              |              |                               |                               |                               |                               |        |        |        |        |
|  | 2e gr.A          | Japon            | 6                | 6                |             |             |              |              |                               |                               |                               |                               |        |        |        |        |
|  | 2e gr.A          | Japon            | 6                | 6                | Portugal    | Portugal    | 2            | 2            | Match pour la troisième place | Match pour la troisième place | Match pour la troisième place | Match pour la troisième place |        |        |        |        |
|  | 8 mai            |                  |                  |                  | Portugal    | Portugal    | 2            | 2            | Match pour la troisième place | Match pour la troisième place | Match pour la troisième place | Match pour la troisième place |        |        |        |        |
|  |                  |                  | Brésil           | Brésil           | 4           | 4           |              |              | 11 mai                        | 11 mai                        | 11 mai                        | 11 mai                        |        |        |        |        |
|  | 1er gr.D         | Brésil           | Brésil           | Brésil           | 4           | 4           | 6            | 6            | 11 mai                        | 11 mai                        | 11 mai                        | 11 mai                        |        |        |        |        |
|  | 1er gr.D         | Brésil           |                  |                  |             |             |              | 6            |                               |                               | Sénégal                       | Sénégal                       | 2      | 2      |        |        |
|  | 2e gr.C          | Espagne          | 0                | 0                |             |             |              |              |                               |                               | Sénégal                       | Sénégal                       | 2      | 2      |        |        |
|  | 2e gr.C          | Espagne          | 0                | 0                | Portugal    | Portugal    | 3            | 3            |                               |                               |                               |                               |        |        |        |        |
|  |                  |                  |                  |                  |             |             |              |              |                               |                               |                               |                               |        |        |        |        |

#### Quarts de finale
| 8 mai 2025 | Biélorussie | 4 - 3 | Iran | Paradise Arena, Victoria |
| 13h00      |             |       |      |                          |
|            | Rapport     |       |      |                          |

| 8 mai 2025 | Portugal | 7 - 6 | Japon | Paradise Arena, Victoria |
| 14h30      |          |       |       |                          |
|            | Rapport  |       |       |                          |

| 8 mai 2025 | Sénégal | 4 - 3 ap | Italie | Paradise Arena, Victoria |
| 17h00      |         |          |        |                          |
|            | Rapport |          |        |                          |

| 8 mai 2025 | Brésil  | 6 - 0 | Espagne | Paradise Arena, Victoria |
| 18h30      |         |       |         |                          |
|            | Rapport |       |         |                          |

#### Demi-finales
| 10 mai 2025 | Biélorussie | 5 - 2 | Sénégal | Paradise Arena, Victoria |
| 16h00       |             |       |         |                          |
|             | Rapport     |       |         |                          |

| 10 mai 2025 | Portugal | 2 - 4 | Brésil | Paradise Arena, Victoria |
| 17h30       |          |       |        |                          |
|             | Rapport  |       |        |                          |

#### Match pour la troisième place
| 11 mai 2025 | Sénégal | 2 - 3 | Portugal | Paradise Arena, Victoria |
| 16h00       |         |       |          |                          |
|             | Rapport |       |          |                          |

#### Finale
| 11 mai 2025 | Biélorussie | 3 - 4 | Brésil | Paradise Arena, Victoria |
| 17h30       |             |       |        |                          |
|             | Rapport     |       |        |                          |

## Statistiques, classements et buteurs

### Nombre d'équipes par confédération et par tour
| Confédération | Phase de groupes | Quarts de finale | Demi-finales | Finale | Victoire |
| ------------- | ---------------- | ---------------- | ------------ | ------ | -------- |
| CONMEBOL      | 3                | 1                | 1            | 1      | 1        |
| UEFA          | 4                | 4                | 2            | 1      | -        |
| CAF           | 3                | 1                | 1            | -      | -        |
| AFC           | 3                | 2                | -            | -      | -        |
| CONCACAF      | 2                | -                | -            | -      | -        |
| OFC           | 1                | -                | -            | -      | -        |
| Total         | 16               | 8                | 4            | 2      | 1        |

### Ballon d'or du meilleur joueur
| Place              | Joueur        |
| ------------------ | ------------- |
| Médaille d'or      | Rodrigo       |
| Médaille d'argent  | Ihar Bryshtse |
| Médaille de bronze | Bê Martins    |

### Soulier d'or du meilleur buteur
Le Soulier d'or est attribué au meilleur buteur de la compétition. 
| Place              | Joueur         | Buts |
| ------------------ | -------------- | ---- |
| Médaille d'or      | Ihar Bryshtse  | 11   |
| Médaille d'argent  | André Lourenço | 8    |
| Médaille de bronze | Rodrigo        | 7    |

### Autres récompenses
Le Gant d'or est attribué au meilleur gardien de but de la compétition. Le Prix du fair-play de la FIFA est attribué à l'équipe ayant fait preuve du plus bel esprit sportif et du meilleur comportement.
| Prix              | Lauréat          |
| ----------------- | ---------------- |
| Gant d'or         | Mikhail Avgustov |
| Prix du fair-play | Japon            |